# Nassim Boujellab
Nassim Boujellab (arab.: نسيم بوجلاب; ur. 20 czerwca 1999 w Hagen) – marokański piłkarz występujący na pozycji pomocnika w fińskim klubie HJK, do którego jest wypożyczony z FC Schalke 04, reprezentant kraju.

## Kariera piłkarska
Urodzony w Niemczech w dzielnicy miasta Hagen – Hohenlimburgu, Nassim Boujellab karierę piłkarską rozpoczął w 2004 roku w juniorach ASSV Letmathe 98, w których występował do 2007 roku. Następnie w latach 2007–2014 reprezentował barwy juniorów FC Iserlohn, a w latach 2014–2018 barwy juniorów Schalke Gelsenkirchen, w którym potem podpisał profesjonalny kontrakt, jednak ze względu na zbyt silną konkurencję w pierwszym zespole Królewsko-Niebieskich, Boujellab występował w drugiej drużynie klubu.
Debiut w pierwszym zespole zaliczył 31 marca 2019 roku w wygranym 1:0 u siebie meczu Bundesligi z Hannoverem 96, w którym w 79. minucie zastąpił Suata Serdara.

## Kariera reprezentacyjna
Nassim Boujellab w 2018 roku rozegrał 2 mecze w reprezentacji Maroka U-23: zadebiutował 12 października 2018 roku w bezbramkowo zremisowanym meczu towarzyskim z reprezentacją Algierii U-23 rozegranym na Stade El Abdi w Al-Dżadidzie, w którym w 72. minucie zastąpił Ismaila El Harracha oraz 15 października w przegranym 1:2 meczu z tym samym przeciwnikiem na tym samym stadionie, w którym po pierwszej połowie został zastąpiony przez Ismaila El Harracha.
9 października 2020 roku zadebiutował w seniorskiej reprezentacji Maroka w wygranym 3:1 meczu towarzyskim z reprezentacją Senegalu rozegranym na Stade Moulay Abdellah w Rabacie, w którym w 87. minucie zastąpił Aymena Barkoka.

## Statystyki

### Klubowe
(aktualne na dzień 5 marca 2021)
| Klub                     | Sezon              | Liga               | Liga  | Liga   | Puchar | Puchar | Kontynentalne | Kontynentalne | Łącznie | Łącznie |
| Klub                     | Sezon              | Liga               | Mecze | Bramki | Mecze  | Bramki | Mecze         | Bramki        | Mecze   | Bramki  |
| ------------------------ | ------------------ | ------------------ | ----- | ------ | ------ | ------ | ------------- | ------------- | ------- | ------- |
| Schalke Gelsenkirchen II | 2018/2019          | Oberliga           | 20    | 14     | —      | —      | —             | —             | 20      | 14      |
| Schalke Gelsenkirchen II | 2019/2020          | Regionalliga West  | 8     | 3      | —      | —      | —             | —             | 8       | 3       |
| Schalke Gelsenkirchen II | 2020/2021          | Regionalliga West  | 3     | 2      | —      | —      | —             | —             | 3       | 2       |
| Łącznie                  | Łącznie            | Łącznie            | 31    | 19     | —      | —      | —             | —             | 31      | 19      |
| Schalke Gelsenkirchen    | 2018/2019          | Bundesliga         | 7     | 0      | 1      | 0      | 0             | 0             | 8       | 0       |
| Schalke Gelsenkirchen    | 2019/2020          | Bundesliga         | 11    | 0      | 2      | 0      | —             | —             | 13      | 0       |
| Schalke Gelsenkirchen    | 2020/2021          | Bundesliga         | 12    | 1      | 1      | 0      | —             | —             | 13      | 1       |
| Łącznie                  | Łącznie            | Łącznie            | 30    | 1      | 4      | 0      | 0             | 0             | 34      | 1       |
| Łącznie w karierze       | Łącznie w karierze | Łącznie w karierze | 60    | 20     | 4      | 0      | 0             | 0             | 64      | 20      |

### Reprezentacyjne
| Reprezentacja | Rok     | Mecze | Gole |
| ------------- | ------- | ----- | ---- |
| Maroko U-23   | 2018    | 2     | 0    |
| Łącznie       | Łącznie | 2     | 0    |
| Maroko        | 2020    | 3     | 0    |
| Łącznie       | Łącznie | 3     | 0    |

| Mecze w reprezentacji | Mecze w reprezentacji | Mecze w reprezentacji | Mecze w reprezentacji         | Mecze w reprezentacji | Mecze w reprezentacji           | Mecze w reprezentacji |
| Lp.                   | Data                  | Miasto                | Przeciwnik                    | Wynik                 | Rozgrywki                       | Uwagi                 |
| Maroko U-23           | Maroko U-23           | Maroko U-23           | Maroko U-23                   | Maroko U-23           | Maroko U-23                     | Maroko U-23           |
| --------------------- | --------------------- | --------------------- | ----------------------------- | --------------------- | ------------------------------- | --------------------- |
| 1.                    | 12.10.2018            | Al-Dżadida            | Algieria U-23                 | 0:0                   | Towarzyski                      | od 72'                |
| 2.                    | 15.10.2018            | Al-Dżadida            | Algieria U-23                 | 1:2                   | Towarzyski                      | do 45'                |
| Maroko                |                       |                       |                               |                       |                                 |                       |
| 1.                    | 09.10.2020            | Rabat                 | Senegal                       | 3:1                   | Towarzyski                      | od 87'                |
| 2.                    | 13.10.2020            | Marrakesz             | Demokratyczna Republika Konga | 1:1                   | Towarzyski                      | od 82'                |
| 3.                    | 17.11.2020            | Duala                 | Republika Środkowoafrykańska  | 2:0                   | El. Pucharu Narodów Afryki 2021 | od 89'                |